# فرانک فرانکن
فرانک فرانکن (انگلیسی: Frank Francken؛ زادهٔ ۲۲ مهٔ ۱۹۶۴) دوچرخه‌سوار اهل بلژیک است.